# Diocèse de Córdoba
Ne doit pas être confondu avec Archidiocèse de Córdoba ou Diocèse de Cordoue.
Le diocèse de Córdoba (en latin : Dioecesis Cordubensis in Mexico ; en espagnol : Diócesis de Córdoba) est un diocèse de l'Église catholique du Mexique, suffragant de l'archidiocèse de Xalapa.

## Territoire

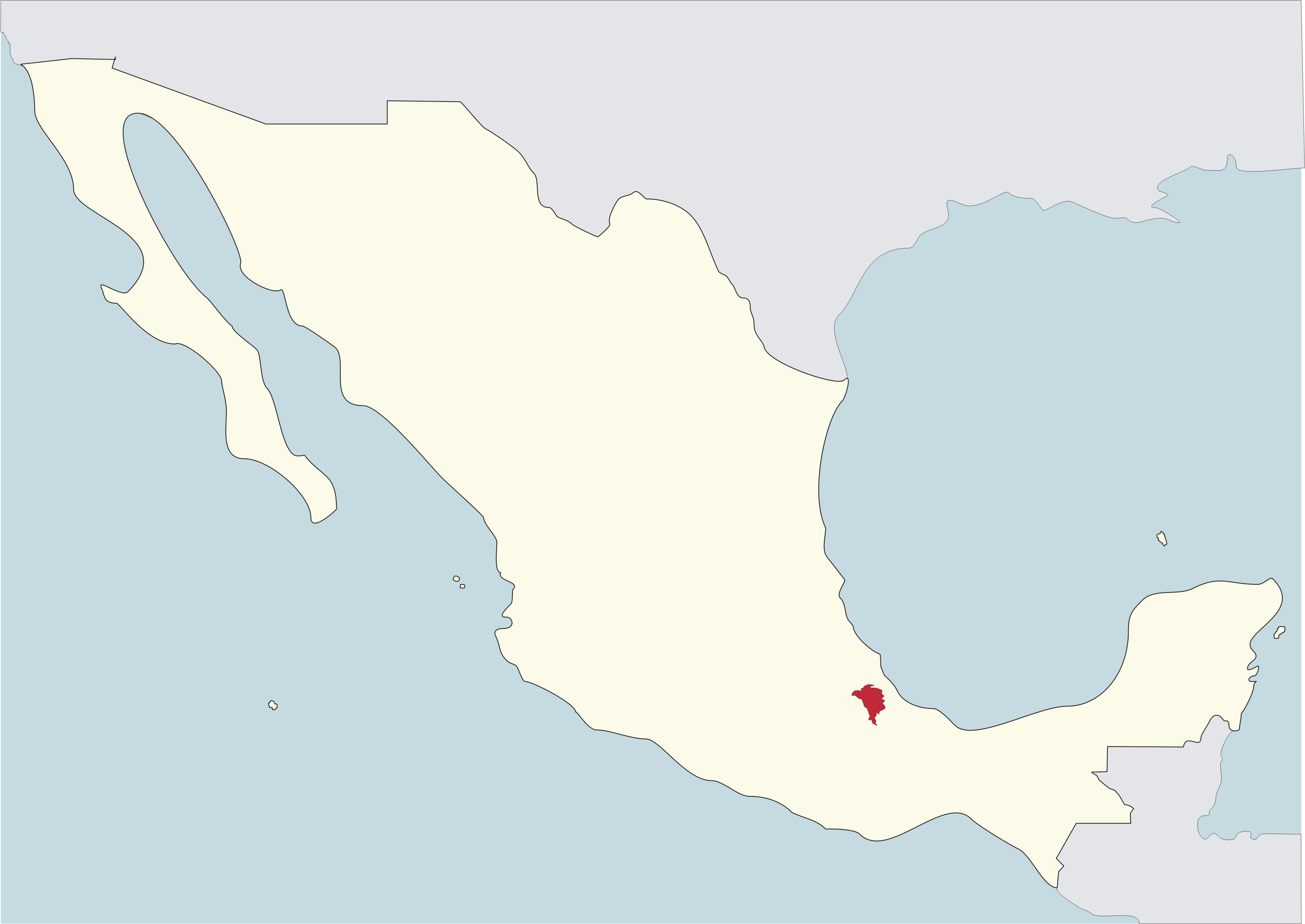
Le diocèse de Córdoba en rouge sur la carte du Mexique.

Il comprend 28 municipalités de l'État de Veracruz ce qui correspond à un territoire d'une superficie de 4 214 km2 divisé en 48 paroisses.
Le siège épiscopal est dans la ville de Córdoba où se trouve la cathédrale de l'Immaculée-Conception (es).

## Historique
Le diocèse est érigé le 15 avril 2000 par la constitution apostolique Ministerium Nostrum du pape Jean-Paul II en prenant une partie du territoire de l'archidiocèse de Xalapa.

## Évêques
- Eduardo Porfirio Patiño Leal (15 avril 2000 - 4 juillet 2020)
- Eduardo Carmona Ortega, C.O.R.C, depuis le 4 juillet 2020